# دل نمک
دل نمک فیلمی به کارگردانی امیر قویدل و نویسندگی انسیه شاه حسینی محصول سال ۱۳۶۸ است.

## خلاصه داستان
در حاشیه دریاچه نمک عده ای برای امرار معاش با درآمد ناچیز نمک استخراج میکنند مباشر ارباب که خود در ظلم به آنها به نوعی دخیل است با راهنمایی پیرمرد ( هادی اسلامی) راه درست را پیدا کرده و ارباب که قاتل پدرش است را مجازات میکند.
فیلم همزمان روایت چند زندگی را پیش می برد
پیرمرد که دل به دریا زده و شبی خود را غرق در دریاچه میکند
فردی که برای عمل چشم دخترش تقلب میکند و نمک دوستانش را میدزد اما باران کارش را بی بهره میکند
مباشر که جبهه ظلم را رها کرده و پی عدالت است
مسافر که موطن خود بر میگردد تا ظلم را ریشه کن کند
...‌ 
علت نامگذاری دلنمک از کلامی در گفتار هادی اسلامی عنوان شد که با پسرک درباره تشکیل بلور نمک حرف می زدند  که افتادن هر چیز خوب خالص در نمک بود و اشاره به فنای بسوی بقا دارد.

## بازیگران و گویندگان
- هادی اسلامی
- خسرو شجاع زاده
- انوشیروان ارجمند
- هوشنگ منصورخاکی
- امیرحسین خان شهری
- حسین کسبیان

| هادی اسلامی       | احمد رسول زاده  |
| ----------------- | --------------- |
| خسرو شجاع زاده    | ناصر طهماسب     |
| انوشیروان ارجمند  | جلال مقامی      |
| هوشنگ منصورخاکی   | منوچهر اسماعیلی |
| امیرحسین خان شهری | سعید مظفری      |
| حسین کسبیان       | ایرج رضایی      |